# Parafia św. Marcina i św. Jakuba Apostoła w Ciernie-Żabieńcu
Parafia świętego Marcina i świętego Jakuba Apostoła w Ciernie-Żabieńcu – parafia rzymskokatolicka, znajdująca się w diecezji kieleckiej, w dekanacie jędrzejowskim.